# Coscinaraeidae
Coscinaraeidae is een familie van neteldieren uit de klasse van de Anthozoa (bloemdieren).

## Geslachten
- Anomastraea Marenzeller, 1901
- Coscinaraea Milne Edwards & Haime, 1848
- Craterastrea Head, 1983
- Horastrea Pichon, 1971